# Voitia nivalis
Voitia nivalis är en bladmossart som beskrevs av Hornschuch 1818. Voitia nivalis ingår i släktet snabelmossor, och familjen Splachnaceae. Inga underarter finns listade i Catalogue of Life.